# Tropeognathinae
Tropeognathinae è una sottofamiglia estinta di pterosauri anhangueridi i cui fossili sono stati ritrovati in depositi del Cretaceo inferiore (Albiano–Turoniano) dell'Australia, Brasile e Marocco.
Tropeognathinae è definito come "il clade più inclusivo contenente Tropeognathus mesembrinus ma non Coloborhynchus clavirostris o Anhanguera blittersdorffi". Tutti i tropeognathini hanno denti relativamente corti, con l'altezza della corona inferiore a 3 volte il diametro del dente, così come creste premascellari che raggiungono la punta del rostro. Mythungini, un clade basato sullo stelo dei tropeognathini australiani, è definito come "il gruppo costituito da Mythunga camara e tutte le specie più strettamente correlate a Mythunga che a Tropeognathus mesembrinus, Amblydectes crassidens o Siroccopteryx moroccensis". Una sinapomorfia dei mythungini è il possesso di bordi o collari rialzati attorno agli alveoli dei denti.
Il tropeognathino mythungino Thapunngaka è il più grande rettile volante attualmente conosciuto in Australia.

## Classificazione
Il cladogramma sottostante è stato riprodotto dagli studi di Richards et al. (2023), e mostra le relazioni filogenetiche dei tropeognatini all'interno di Anhangueridae:
|  | Coloborhynchinae |
|  |                  |
|  | Anhanguerinae    |
|  |                  |

|  | Siroccopteryx |
|  |               |
|  | Tropeognathus |
|  |               |
|  | Amblydectes   |
|  |               |

|  | Ferrodraco  |
|  |             |
|  | Thapunngaka |
|  |             |
|  | Mythunga    |
|  |             |

|  | Siroccopteryx |
|  |               |
|  | Tropeognathus |
|  |               |
|  | Amblydectes   |
|  |               |

|  | Ferrodraco  |
|  |             |
|  | Thapunngaka |
|  |             |
|  | Mythunga    |
|  |             |

|  | Siroccopteryx |
|  |               |
|  | Tropeognathus |
|  |               |
|  | Amblydectes   |
|  |               |

|  | Ferrodraco  |
|  |             |
|  | Thapunngaka |
|  |             |
|  | Mythunga    |
|  |             |

|  | Siroccopteryx |
|  |               |
|  | Tropeognathus |
|  |               |
|  | Amblydectes   |
|  |               |

|  | Ferrodraco  |
|  |             |
|  | Thapunngaka |
|  |             |
|  | Mythunga    |
|  |             |

|  | Coloborhynchinae |
|  |                  |
|  | Anhanguerinae    |
|  |                  |

|  | Siroccopteryx |
|  |               |
|  | Tropeognathus |
|  |               |
|  | Amblydectes   |
|  |               |

|  | Ferrodraco  |
|  |             |
|  | Thapunngaka |
|  |             |
|  | Mythunga    |
|  |             |

|  | Siroccopteryx |
|  |               |
|  | Tropeognathus |
|  |               |
|  | Amblydectes   |
|  |               |

|  | Ferrodraco  |
|  |             |
|  | Thapunngaka |
|  |             |
|  | Mythunga    |
|  |             |

|  | Siroccopteryx |
|  |               |
|  | Tropeognathus |
|  |               |
|  | Amblydectes   |
|  |               |

|  | Ferrodraco  |
|  |             |
|  | Thapunngaka |
|  |             |
|  | Mythunga    |
|  |             |

|  | Siroccopteryx |
|  |               |
|  | Tropeognathus |
|  |               |
|  | Amblydectes   |
|  |               |

|  | Ferrodraco  |
|  |             |
|  | Thapunngaka |
|  |             |
|  | Mythunga    |
|  |             |